# Tour de l'Azerbaidjan 2015
El Tour de l'Azerbaidjan 2015 fou la 4a edició del Tour de l'Azerbaidjan. La cursa es disputà en cinc etapes entre el 6 i el 10 de maig de 2015, amb inici i final a Bakú. La cursa formava de l'UCI Europa Tour, amb una categoria 2.1.
El vencedor final fou l'eslovè Primož Roglič (Adria Mobil), que s'imposà amb 34" d'avantatge sobre Jasper Ockeloen (Parkhotel Valkenburg CT) i Matej Mugerli (Synergy Baku Cycling Project). Roglič basà la victòria final en la segona etapa, quan es presentà en solitari amb 34" de diferència sobre un tercet perseguidor.

## Equips
Vint-i-cinc equips prenen part en aquesta edició del Tour de l'Azerbaidjan: quatre equips continentals professionals, disset equips continentals i quatre seleccions nacionals.
- equips continentals professionals: GW Erco Shimano, Drapac Professional Cycling, RusVelo, Novo Nordisk
- equips continentals: Synergy Baku, Adria Mobil, Airgas-Safeway, An Post-Chain Reaction, Leopard Development Team, Giant-Champion System, Tuşnad, MLP Team Bergstrasse, CK Banská Bystrica, Torku-Şekerspor, ASC Dukla Praha, Parkhotel Valkenburg, Cycling Academy Team, CCN, Tavira, Minsk, Hrinkow Advarics Cycleangteam
- seleccions nacionals: Hongria, Estònia, Kazakhstan, Grècia

## Etapes
| Etapa | Data       | Recorregut           | Km    |                         | Vencedor d'etapa       | Líder de la general | Ref.  |
| ----- | ---------- | -------------------- | ----- | ----------------------- | ---------------------- | ------------------- | ----- |
| 1     | 6 de maig  | Bakú - Sumqayit      | 153,5 | Etapa plana             | Marko Kump (SLO)       | Marko Kump (SLO)    | [ 1 ] |
| 2     | 7 de maig  | Bakú - Ismayilli     | 186,5 | Etapa de mitja muntanya | Primož Roglič (SLO)    | Primož Roglič (SLO) | [ 2 ] |
| 3     | 8 de maig  | Qabala - Qabala      | 177,2 | Etapa de muntanya       | Joshua Edmondson (GBR) | Primož Roglič (SLO) | [ 3 ] |
| 4     | 9 de maig  | Qabala - Mingachevir | 204,6 | Etapa plana             | Daniel Turek (CZE)     | Primož Roglič (SLO) | [ 4 ] |
| 5     | 10 de maig | Bakú - Bakú          | 143,8 | Etapa de mitja muntanya | Serguei Firsànov (RUS) | Primož Roglič (SLO) | [ 5 ] |

## Classificació final
|    | Ciclista                  | Equip                        | Temps       |
| -- | ------------------------- | ---------------------------- | ----------- |
| 1  | Primož Roglič (SLO)       | Adria Mobil                  | 20h 14' 42" |
| 2  | Jasper Ockeloen (NED)     | Parkhotel Valkenburg CT      | + 34"       |
| 3  | Matej Mugerli (SLO)       | Synergy Baku Cycling Project | + 34"       |
| 4  | Chris Horner (USA)        | Airgas Safeway Cycling       | + 34"       |
| 5  | Serguei Firsànov (RUS)    | RusVelo                      | + 3' 49"    |
| 6  | Joshua Edmondson (GBR)    | An Post - Chain Reaction     | + 3' 49"    |
| 7  | Maksym Averin (AZE)       | Synergy Baku Cycling Project | + 3' 50"    |
| 8  | Frantisek Sisr (CZE)      | Team Dukla Praha             | + 3' 50"    |
| 9  | Clemens Fankhauser (AUT)  | Hrinkow Advarics             | + 3' 52"    |
| 10 | Alexandr Shushemoin (KAZ) | Kazakhstan                   | + 3' 56"    |

## Evolució de les classificacions
| Etapa | Vencedor         | Classificació general | Classificació de la muntanya | Classificació per punts | Classificació dels joves | Primer Azeri  | Classificació per equips     |
| ----- | ---------------- | --------------------- | ---------------------------- | ----------------------- | ------------------------ | ------------- | ---------------------------- |
| 1     | Marko Kump       | Marko Kump            | Elchin Asadov                | Marko Kump              | Uladzimir Harakhavik     | Maksym Averin | Parkhotel Valkenburg         |
| 2     | Primož Roglič    | Primož Roglič         | Primož Roglič                | Maksym Averin           | Frantisek Sisr           | Maksym Averin | Adria Mobil                  |
| 3     | Joshua Edmondson | Primož Roglič         | Alex Surutkovich             | Marko Kump              | Frantisek Sisr           | Maksym Averin | Adria Mobil                  |
| 4     | Daniel Turek     | Primož Roglič         | Alex Surutkovich             | Marko Kump              | Frantisek Sisr           | Maksym Averin | Adria Mobil                  |
| 5     | Serguei Firsànov | Primož Roglič         | Alex Surutkovich             | Marko Kump              | Frantisek Sisr           | Maksym Averin | Synergy Baku Cycling Project |
| Final | Final            | Primož Roglič         | Alex Surutkovich             | Marko Kump              | Frantisek Sisr           | Maksym Averin | Synergy Baku Cycling Project |